# Polonezii din România

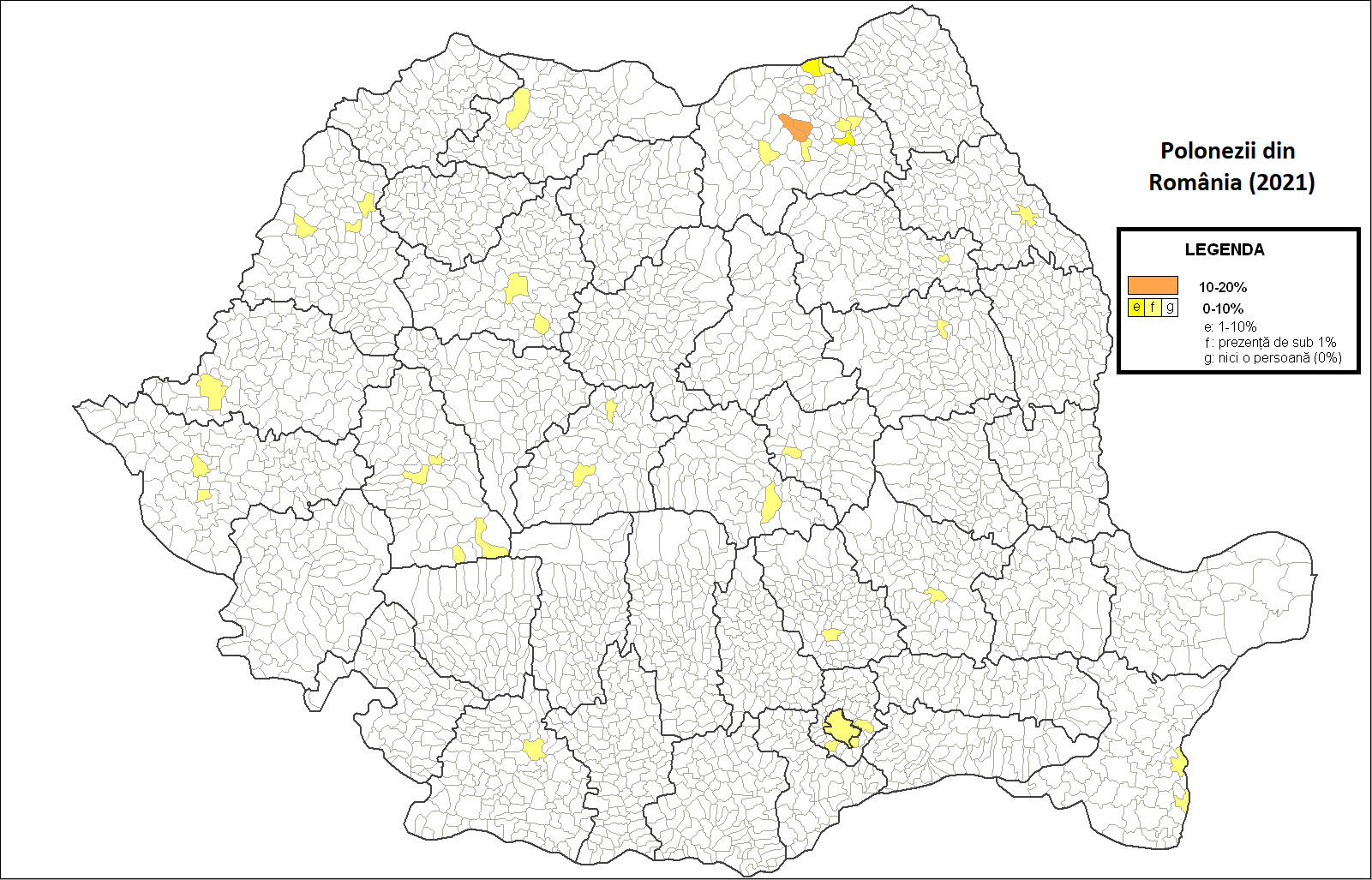
Polonezii din România (2021)

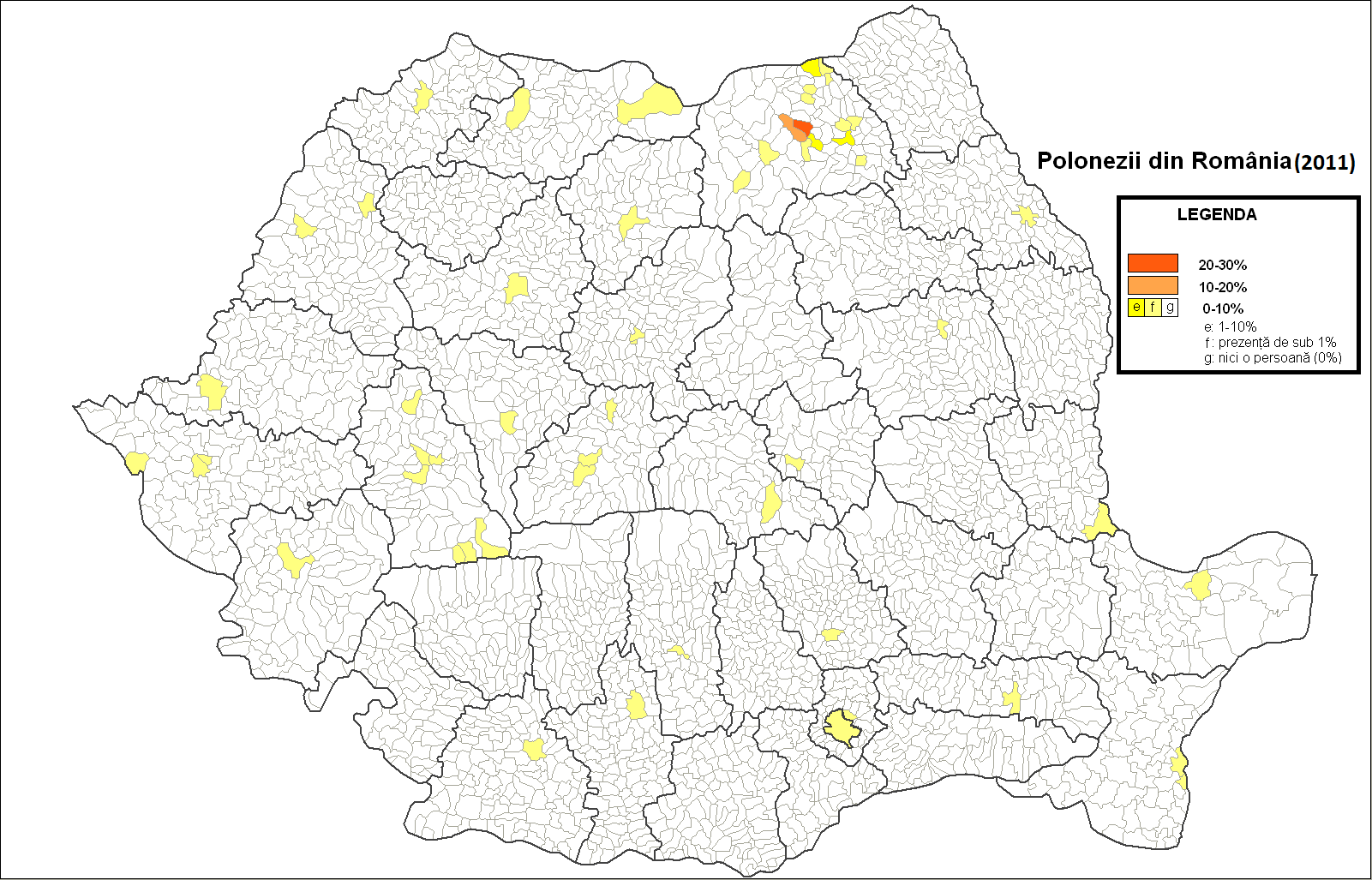
Polonezii din România (2011)

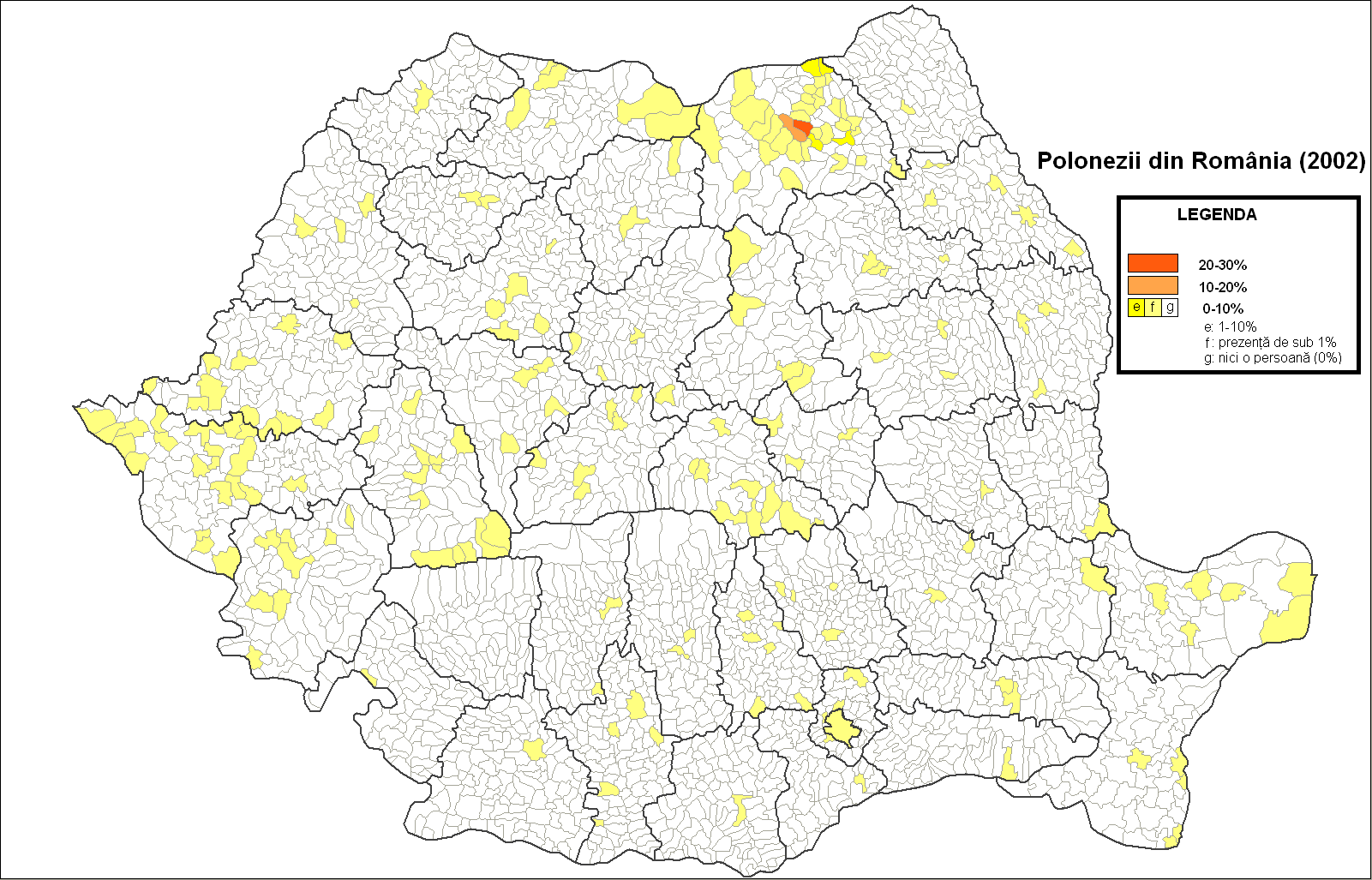
Polonezii din România (2002)

Comunitatea poloneză (sau polonă) din România este răspândită în nordul țării, în special în județul Suceava (în poloneză Suczawa), în partea de regiune istorică de Bucovina (mai precis Bucovina de Sud) a județului. 15.804 persoane de etnie poloneză au fost înregistrate la recensământul din anul 1930 în Regatul României. Conform datelor recensământului din martie 2002 în România trăiau 3.559 de cetățeni de etnie poloneză, dintre care 2.609 în județul Suceava. În urma recensământului din 2011 s-a aflat că doar 2,543 de polonezi mai trăiesc în România, reprezentând 0,01% din populația întreagă a țării.
Există trei sate populate aproape în întregime de polonezi: Poiana Micului (Pojana Mikuli), Solonețu Nou (Nowy Sołoniec) și Pleșa, Suceava (Plesza). 
În prezent polonezii reprezintă o minoritate recunoscută oficial în România, fiind reprezentați în Camera Deputaților de către Uniunea Polonezilor din România. 

## Istorie
Contactele dintre polonezi și români datează încă de la mijlocul sec. XIV, moment care coincide cu întemeierea Moldovei, dar și cu anexarea ținutului Haliciului de către regele polon Kazimir cel Mare. Vecinătatea a dus la stabilirea unor intense legături politice, economice și culturale între polonezi și moldoveni, apoi transilvăneni, legături care vor fi întărite în mod firesc și prin relații de rudenie. Astfel Lațcu, fiul lui Bogdan I s-a căsătorit cu Malgorzata, sora regelui polon Jagiello, inaugurând un lung șir de alianțe familiale între cele două popoare. Aceasta duce la un transfer de populație lesne de înțeles dacă ne gândim că prin căsătorii mixte, polonii încep să dețină posesiuni pe teritoriul Moldovei, iar moldovenii pe cel al Poloniei.
Sfârșitul sec. XVI și începutul sec. XVII marchează creșterea influenței polone pe teritoriul României, mai ales datorită lui Ieremia Movilă, care a fost întronat în 1595 cu ajutorul hatmanului polon Jan Zamojski. Toate cele patru fiice ale lui Movilă au fost căsătorite cu poloni. Aceste legături au făcut ca mulți poloni să slujească la curtea lui Ieremia Movilă: numai garnizoana polonă din Iași număra atunci cca 3000 de oameni.
În anul 1658 Seimul Poloniei a hotărât expulzarea celor de religie ariană. O parte a acestora s-au așezat în Transilvania.
Un val important al emigrației polone pe teritoriul românesc este cel urmat războiului nordic (1700-1721), când pe teritoriul Moldovei s-au aflat, printre alții, I. Potocki, M. Wisniowiecki, J. Sapieha și K. Kryszpin.
Sub presiunea Rusiei, domnitorul Moldovei, Constantin Mavrocordat a fost obligat să ordone părăsirea de către polonezi a teritoriului Moldovei.
Afluența cea mai mare a polonezilor în veacul al XVIII-lea în Moldova a fost legată de luptele duse în Polonia de Confederația de la Bar (1768). Hospodarul Grigore Callimachi aprecia că cca 3-4 mii de polonezi s-au refugiat atunci pe teritoriul Moldovei.
Pe toată perioada ocupației austriece a Poloniei, emigrația polonă are caracter politic, dar și economic. Cel politic este legat de prigoana dezlănțuită de ocupanți după încercările succesive ale polonezilor de a-și recâștiga independența națională (1794, 1830, 1846, 1848, 1863). De exemplu în 1831 cca. 2-3 mii de polonezi din armata generalului Dwerncki au ajuns la Alba Iulia, Sibiu, Târgu-Mureș, Brașov, cca. 400-500 au rămas în Bucovina. Deși guvernul de la Viena a ordonat după un timp ca polonezii să părăsească Transilvania, prezența lor a lăsat urme atât în istoria Poloniei, cât și cea a Transilvaniei. În această perioadă, polonezul Adolf David a inițiat la Cluj mișcarea carbonarilor.
Faustyn Filanowicz și Teofil Wisniowski, aparținând Asociației Democrate Polone, au pregătit din Moldova insurecția de eliberare a patriei. După insurecția ratată din ianuarie 1863, o parte a intelectualității polone, în frunte cu Zygmunt Milkowski, s-a stabilit pe meleagurile românești, îndeosebi în Bucovina și Moldova. Mulți dintre emigranții polonezi s-au stabilit la Pașcani și Iași, participând la construirea primei căi ferate moldovenești.
Emigranții economici au înființat localități, dezvoltând unele ramuri ale economiei în zonele unde s-au stabilit.
În Valea Jiului prezența minorității polone își are rădăcinile în însăși istoria mineritului de pe aceste meleaguri, fiind semnalată încă din 1760 pe pârâul Ciort, la începuturile exploatării cărbunelui la suprafață, cu roaba și trocul. În perioada 1830-40, un grup masiv de polonezi, din care cei mai mulți proveneau din zone carbonifere (Silezia), s-a stabilit în zona orașelor Petrila și Lupeni, unde s-a conturat o comunitate compactă, bine organizată. Polonezii și-au păstrat caracterul etnic specific, în anul 1900 existau două cartiere ale Lupeniului care erau locuite de polonezi: Ileana și Victoria (după numele minelor). Mai târziu a apărut și cartierul Ștefan. Mulți polonezi au întemeiat familii mixte cu români, maghiari și germani. Au luat parte activă la viața cotidiană, au avut reprezentanți în comerț și primărie. Pe placa monumentului închinat celor 30 de victime ale grevei din 1929 de la mina Lupeni, figurează și trei nume de polonezi. La finele anului 1928, documentele menționează existența a cca. 1000 de familii în Valea Jiului, care dispuneau de o biserică, de o școală cu predare exclusiv în limba polonă, de o bibliotecă și de o grupare artistică bine cotată. În perioada 1929-1933, o parte din polonezi s-a reîntors în Polonia. În 1947-48 a avut loc o repatriere masivă. Școala cu limba de predare polonă a funcționat până în anul școlar 1960-61. Biserica s-a dărâmat în 1943, cartierele Ileana și Victoria au fost părăsite, locuitorii mutându-se în centrul orașului.

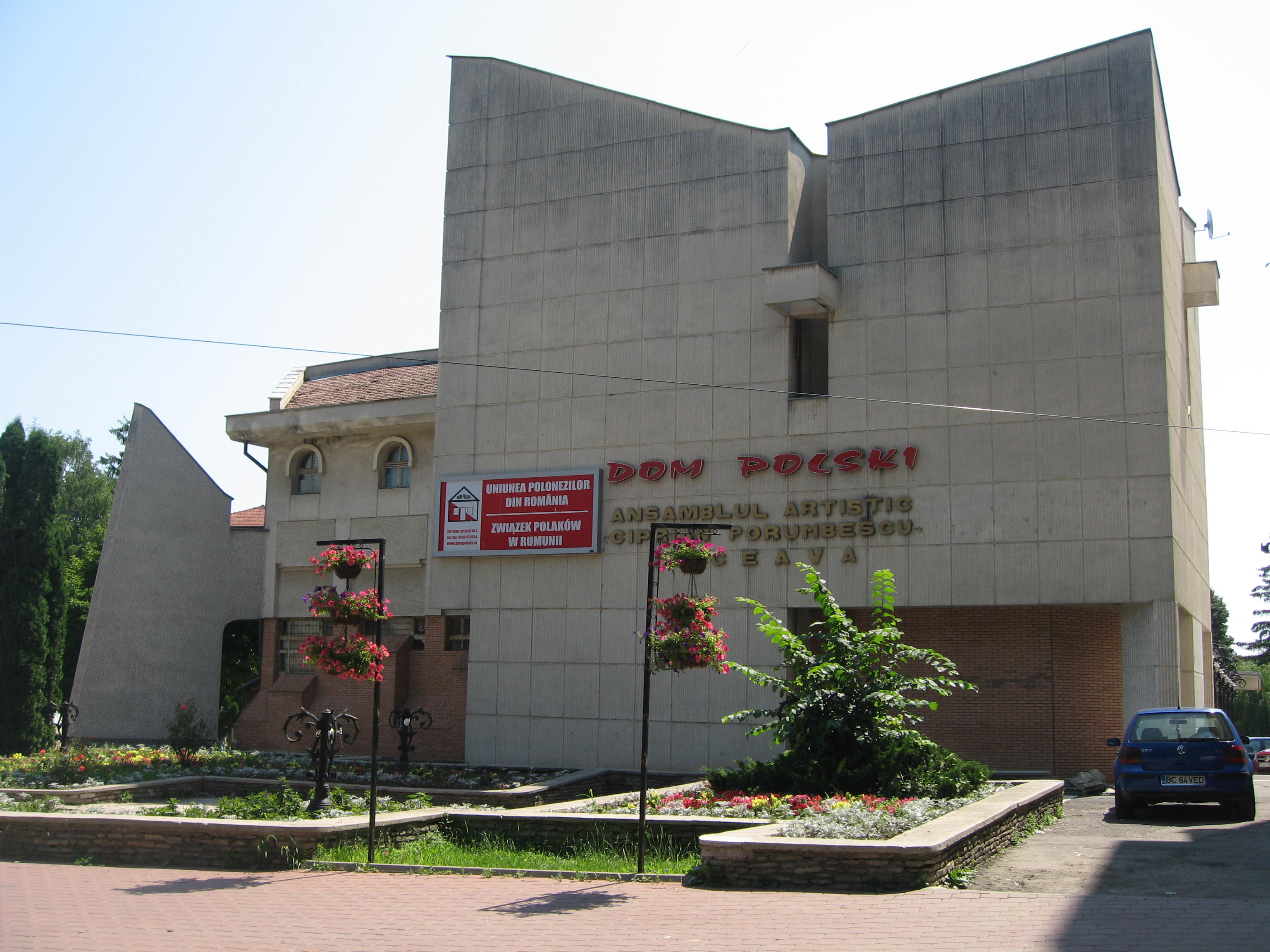
Casa Polonă din Suceava (Dom Polski w Suczawie), construită între 1903-1907.

În Bucovina, prezența poloneză este legată de extracția de sare. Încă din 1791 câteva zeci de familii polone s-au stabilit în nordul Moldovei, înființând satul Cacica (numele provine de la cuvântul Kaczka=rata). La construirea salinei din acest loc s-au luat ca etalon salinele din Galiția. Cu timpul, în jurul salinei s-a dezvoltat o localitate unde lângă polonezi au trăit ucraineni și români, astfel în 1918 Cacica a devenit un centru cu o școală unde învățau 100 de copii. În perioada 1897-1918, în această școală, a cărui director era Józef Grabowski, se preda în patru limbi: polonă, germană, română și ucraineană.
În anul 1834, 30 de familii de muncitori polonezi au pus bazele coloniei Solonețul Nou, iar alte 24 de familii au înființat cu un an mai târziu satul Pleșa. În anul 1842 a luat naștere localitatea Poiana Micului, unde s-au stabilit 40 de familii venite din Nova Huta. Colonii poloneze au mai fost înființate și în Bucovina, la Moara (Bulai), Păltinoasa, unde azi sunt cca. 80 de familii cu 256 de persoane polone.
Localitatea Vicșani, cunoscută și sub numele de Ruda, aflată la granița cu Ucraina, a fost locuită inițial numai de polonezi veniți în perioada construirii liniei ferate ce leagă orașele Roman și Cernăuți. Aici polonezii aveau o biserică, dărâmată de armatele rusești din primul război mondial, reconstruită ulterior.
În cadrul emigrației polone, un rol însemnat a jucat Uniunea Emigrației Polone (1866-1871), care a avut filiale la București, Iași, Pașcani. Printre cei mai activi fruntași ai emigrației polone s-au numărat și J. L. Gradowicz și Wladyslaw Dunin, care a fost și corespondent al câtorva ziare poloneze, franceze și austriece.
În 1866 la Mihăileni s-a înființat prima bibliotecă polonă (Czytelnia Polska) de pe teritoriul României. În 1869 o astfel de bibliotecă a luat ființă și la București. Concomitent, încep să fie organizate asociații de ajutor reciproc (1888, Towarzystwo Wzaemnej Pomocy Polakow).
Spre sfârșitul veacului trecut, pe teritoriul României activau trei centre poloneze importante: unul în jurul Iașilor și Pașcanilor, al doilea la Botoșani, al treilea la București. Cele polone din Cernăuți, Suceava și București au desfășurat o intensă activitate. Au apărut și primele gazete: „Gazeta polska”, „Przeglad Czerniowiecki” la Cernăuți, „Wiarus” la București (1894).
În 1918 s-a creat Consiliul Național Polon (din 1925 Consiliul Național Polon din România Mare, din 1926 Uniunea Polonezilor din România), în frunte cu Stanislaw Kwiatkowski, apoi cu dr. Bazyl Duzinkiewicz. Au existat și alte organizații polone, unirea dintre ei s-a realizat în 1932, când s-a creat Uniunea Asociațiilor Poloneze din România, având un organ executiv a cărei președinte era preotul A. Lukasicwicz, iar vicepreședinții au fost L. Mendrak, M. Zawadowski, K. Chylewski și K. Mlodecki. Uniunea a acordat o atenție deosebită dezvoltării rețelei școlare în limba polonă, cu sprijinul autorităților române.
Au apărut organizații culturale, case polone („Dom Polski”), asociații de prietenie româno-polone, Asociația Prietenilor Poloniei (cu filiale la Cernăuți, București, Iași, Galați), Asociația Universitară a Prietenilor Poloniei (București), Societatea Polono-română (Iași). În 1903, în orașul Suceava s-a pus bazele casei „Dom Polski”, unde s-a desfășurat o activitate intensă. În publicații ca „Epoca”, „Argus”, „Universul”, „Neamul Românesc” și altele apăreau numeroase materiale dedicate Poloniei.

## Localități
- Bulai, Suceava
- Cacica
- Gura Humorului
- Păltinoasa, Suceava
- Pleșa, Suceava
- Poiana Micului, Suceava
- Siret
- Solonețu Nou, Suceava
- Suceava
- Vicșani, Suceava

## Evoluția demografică
Comunitățile poloneze sunt organizate în asociații cultural-religioase Dom Polski. Aceste asociații au luat ființă începând din anul 1936.
- 1956: 7.627 persoane (dintre care 3.179 în județul Suceava)
- 1966: 5.860 persoane (dintre care 2.830 în județul Suceava)
- 1977: 4.641 persoane (dintre care 2.527 în județul Suceava)
- 1992: 4.232 persoane (dintre care 2.778 în județul Suceava)
- 2002: 3.559 persoane (dintre care 2.609 în județul Suceava)

## Personalități
Mulți dintre emigranții polonezi au adus o importantă contribuție la dezvoltarea vieții culturale, științifice, economice și sociale din România:
- Gustav Otremba, medic, a devenit medic șef al corpului IV al armatei române cu grad de colonel, a participat activ la Războiul de Independență (1877-1878), a fost președintele Societății de Medici și Naturaliști din Iași (1887-1891); totodată era și un talentat compozitor. Se spune că[formulare evazivă] la un moment dat a fost printre medicii care l-au consultat la Iași pe Mihai Eminescu (14 iulie 1887). Ceilalți medici atunci au fost: dr. Filipescu, medic primar al orașului Iași, dr. Rigler, dr. C. Bottez și dr. Negel, profesori la Facultatea de Medicină.[necesită citare]
- Izydor Kopernicki, antropolog, numit în 1866 director al Muzeului de Anatomie de pe lângă spitalul Colțea, decorat cu medalia de aur „Bene Merenti” al Ministerului Român al Instrucțiunii.
- Julian Lukaszewski, medic primar la spitalul de la Pașcani, care a înființat în 1866 la Mihăileni prima bibliotecă polonă din România.
- Witold Rola Piekarski, profesor de desen la Slatina și Târgu Jiu, desenator și caricaturist, apreciat de Enciclopedia Română din 1904 ca „cel mai de seamă caricaturist din România”.
- Teofil Glück, medicul personal al domnitorului Al. I. Cuza.
- Nicolae Pisoski, colonel al armatei române, aghiotantul domnitorului Al. I. Cuza
- Ferdynand M. Twornikiewicz, fondatorul și redactorul revistei polone Wiarus
- A. Fialkowski, proprietarul celebrei cafenele din Piața Teatrului Național
- Jan Zalplachta-Zapołowicz, antreprenor, participant la insurecția polonă din 1863, fondatorul Asociației de Ajutor Reciproc a Polonezilor (Towarzystwo Wzaemnej Pomocy Polakow)
- Jan Zaplachta, medic, membru activ al „Cercului polon” („Koto Polski”) din București
- Władysłav Dunin, inginer și ziarist
- Victor Dombrovski, general, primarul Bucureștiului (1938-1940, 1944-1948)
- Józef Bem, general, participant la revoluția din 1848-1849, conducătorul armatei maghiare împotriva celor habsburgice și țariste
- Kond Dombrowski, pictor, având lucrări la Muzeul de Artă a României
- Tadeusz Aidukiewicz, pictor, având lucrări la Muzeul de Artă a României
- Andrei Ostop, sculptor
- Fred Micoș, grafician și pictor, a pictat bisericile catolice din Suceava, Siret Boian, Solonețu Nou, a participat la 74 de expoziții colective în întreaga lume
- Teodor Rogalski, muzician

## In memoriam
În iulie 2009 Institutul Cultural Român (ICR) a organizat expoziția stradală de fotografie Mari polono-români care a fost deschisă în Sopot, cea mai atractivă stațiune estivală a Poloniei. Expoziția a prezentat personalități marcante polono-române, și anume compozitorul Ciprian Porumbescu, actorul Colea Răutu, muzicianul Theodor Rogalski, pictorul Octavian Smigelschi, sculptorul Andrei Ostap, balerinul și coregraful Oleg Danovski, generalul și fostul ministru Henri Cihoski, generalul și fostul primar al Bucureștiului Victor Dombrovski, medicul militar și fondatorul de instituții medicale Gustav Otremba, generalul comandant al Vânătorilor de Munte Leonard Mociulschi și curierul Armatei Naționale clandestine Maria Lesiecka.